# Неверкинский район
Неве́ркинский райо́н — административно-территориальная единица (район) и муниципальное образование (муниципальный район) в Пензенской области России.
Административный центр — село Неверкино.

## География
Район занимает площадь 984,5 км², находится в юго-восточной части области. Граничит на севере с Кузнецким районом, на востоке — с Ульяновской областью, на юге — с Саратовской областью, на западе — с Камешкирским районом.

## История
Район образован 16 июля 1928 года в составе Кузнецкого округа Средне-Волжской области.
С 1929 года район в составе Средневолжского края.
10 февраля 1932 году район упразднён, его территория вошла в состав Камешкирского и Павловского районов, в сентябре 1935 года восстановлен.
С 1936 года район в составе Куйбышевской области.
4 февраля 1939 года район передан в состав вновь образованной Пензенской области.
В 1963—1965 годах район был упразднён, его территория входила в состав Кузнецкого района.
В соответствии с Законом Пензенской области от 2 ноября 2004 года № 690-ЗПО в районе образовано 15 сельских поселений (сельсоветов), установлены границы муниципальных образований.

## Население
| 1939    | 1959    | 1970    | 1979    | 1989    | 1996    | 2002    |
| ------- | ------- | ------- | ------- | ------- | ------- | ------- |
| 28 271  | ↘25 095 | ↗25 215 | ↘22 142 | ↘19 247 | ↗19 866 | ↘18 538 |
| 2004    | 2009    | 2010    | 2011    | 2012    | 2013    | 2014    |
| ↘18 495 | ↘17 372 | ↘16 329 | ↘16 279 | ↘15 821 | ↘15 565 | ↘15 104 |
| 2015    | 2016    | 2017    | 2018    | 2021    |         |         |
| ↘14 846 | ↘14 513 | ↘14 241 | ↘13 982 | ↘13 673 |         |         |

### Национальный состав
Национальный состав: татары — 50,4 %, чуваши − 24,9 %, русские — 20,1 %, мордва — 4,5 %. остальное население представлено представителями других национальностей.
Татары
компактно проживают в Неверкино (31 % населения), а также в следующих татарских селах: Алеево (97 % населения), Бигеево (98 %), Бикмосеевка (99 %), Дёмино (96 %), Джалилово (97 %), Карновар (99 %), Мансуровка (99 %), Октябрьское (99 %), Исикеево (94 %),Сулеймановка (93 %), а так же в смешанном русско-татарском селе План (17 %) и смешанном чувашско-татарском селе Каменный Овраг (15 %, население бывшей деревни Адельшино).
Чуваши
компактно проживают в сёлах Бикмурзино (87 %), Илим-Гора (90 %), Сосновый Овраг (92 %), Каменный Овраг (78 %), Алёшкино (83 %), посёлке Черталей (87 %), деревне Криволучье (84 %). В чувашско-русском селе Старая Андреевка доля чувашей 45 %. В районном центре Неверкино доля чувашей 28 %.
Мордва
компактно проживает в селе Берёзовка (84 % населения села) и Неверкино (2 %).

## Административное деление
В Неверкинский район как административно-территориальное образование входят 15 сельсоветов.
В муниципальный район входят 15 муниципальных образований со статусом сельских поселений.
| №  | Муниципальное образование  | Административный центр | Количество населённых пунктов | Население | Площадь, км2 |
| -- | -------------------------- | ---------------------- | ----------------------------- | --------- | ------------ |
| 1  | Алеевский сельсовет        | село Алеево            | 1                             | ↘1081     | 39,80        |
| 2  | Берёзовский сельсовет      | село Берёзовка         | 1                             | ↘508      | 93,98        |
| 3  | Бигеевский сельсовет       | село Бигеево           | 2                             | ↘521      | 87,74        |
| 4  | Бикмосеевский сельсовет    | село Бикмосеевка       | 1                             | ↘446      | 46,75        |
| 5  | Бикмурзинский сельсовет    | село Бикмурзино        | 2                             | ↘546      | 29,22        |
| 6  | Дёминский сельсовет        | село Дёмино            | 2                             | ↗898      | 123,79       |
| 7  | Илим-Горский сельсовет     | село Илим-Гора         | 1                             | ↘479      | 25,00        |
| 8  | Исикеевский сельсовет      | село Исикеево          | 3                             | ↘286      | 42,66        |
| 9  | Каменноовражский сельсовет | село Каменный Овраг    | 1                             | ↘314      | 24,94        |
| 10 | Карноварский сельсовет     | село Карновар          | 2                             | ↘825      | 54,17        |
| 11 | Неверкинский сельсовет     | село Неверкино         | 4                             | ↗4698     | 67,99        |
| 12 | Октябрьский сельсовет      | село Октябрьское       | 1                             | ↘1408     | 85,58        |
| 13 | Планский сельсовет         | село План              | 2                             | ↘487      | 95,01        |
| 14 | Староандреевский сельсовет | село Старая Андреевка  | 4                             | ↗913      | 108,88       |
| 15 | Сулеймановский сельсовет   | село Сулеймановка      | 2                             | ↘263      | 59,00        |

### Населённые пункты
В Неверкинском районе 29 населённых пунктов.
| №  | Населённый пункт    | Тип     | Население | Муниципальное образование  |
| -- | ------------------- | ------- | --------- | -------------------------- |
| 1  | Алеево              | село    | ↘1081     | Алеевский сельсовет        |
| 2  | Алёшкино            | село    | ↗393      | Неверкинский сельсовет     |
| 3  | Берёзовка           | село    | ↘508      | Берёзовский сельсовет      |
| 4  | Бигеево             | село    | ↗645      | Бигеевский сельсовет       |
| 5  | Бикмосеевка         | село    | ↘446      | Бикмосеевский сельсовет    |
| 6  | Бикмурзино          | село    | ↘642      | Бикмурзинский сельсовет    |
| 7  | Дёмино              | село    | ↗955      | Дёминский сельсовет        |
| 8  | Джалилово           | село    | ↘225      | Староандреевский сельсовет |
| 9  | Дмитриевка          | село    | ↗27       | Неверкинский сельсовет     |
| 10 | Елшанка             | село    | ↘132      | Планский сельсовет         |
| 11 | Илим-Гора           | село    | ↘479      | Илим-Горский сельсовет     |
| 12 | Исикеево            | село    | ↘165      | Исикеевский сельсовет      |
| 13 | Каменный Овраг      | село    | ↘314      | Каменноовражский сельсовет |
| 14 | Камышлейка          | село    | ↘0        | Сулеймановский сельсовет   |
| 15 | Карновар            | село    | ↘778      | Карноварский сельсовет     |
| 16 | Криволучье          | деревня | ↘183      | Староандреевский сельсовет |
| 17 | Кунчерово           | село    | ↘241      | Дёминский сельсовет        |
| 18 | Мансуровка          | село    | ↘363      | Карноварский сельсовет     |
| 19 | Неверкино           | село    | ↘4266     | Неверкинский сельсовет     |
| 20 | Новая Александровка | деревня | →2        | Бикмурзинский сельсовет    |
| 21 | Новое Чирково       | село    | ↘244      | Бигеевский сельсовет       |
| 22 | Октябрьское         | село    | ↘1465     | Октябрьский сельсовет      |
| 23 | План                | село    | ↘561      | Планский сельсовет         |
| 24 | Сосновый Овраг      | село    | ↘260      | Исикеевский сельсовет      |
| 25 | Старая Андреевка    | село    | ↘610      | Староандреевский сельсовет |
| 26 | Ступишино           | хутор   | →2        | Исикеевский сельсовет      |
| 27 | Сулеймановка        | село    | ↘409      | Сулеймановский сельсовет   |
| 28 | Теряевка            | село    | ↘3        | Староандреевский сельсовет |
| 29 | Черталей            | село    | ↘108      | Неверкинский сельсовет     |

## Культура
Имеется три центра национальных культур. На базе Октябрьского СДК — Центр татарской культуры, Илимгорского СДК — Центр чувашской культуры, Березовского СДК — Центр мордовской культуры. При Доме культуры существует районный краеведческий музей, в котором четыре национальных отдела пропагандируют и собирают материалы по истории, культуре и быту населения района.
В настоящее время работают 24 школы, из них — 13 средних школ, 1 неполная средняя, 9 начальных и одна коррекционная школа-интернат для детей-сирот. 20 сельских домов культуры, районный Дом культуры, 3 сельских клуба, 23 сельских библиотечных филиала, Дом детского и юношеского творчества, школа искусств, краеведческий музей.

## Достопримечательности

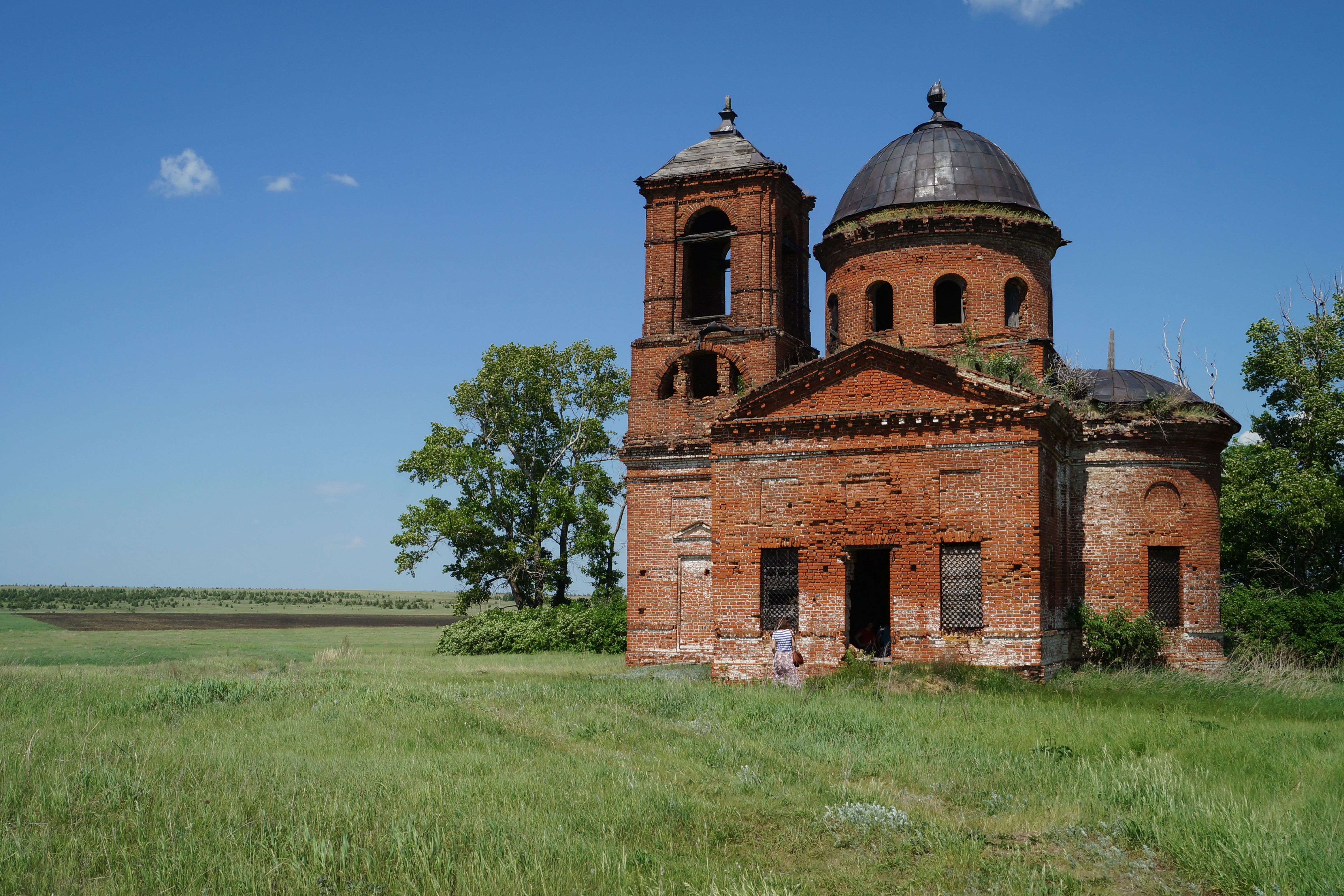
Церковь Успения Пресвятой Богородицы, Камышлейка, Неверкинский район

На территории района имеется заповедник «Кунчеровская степь». Среди памятников архитектуры выделяются комплекс зданий бывшей земской больницы в Неверкино, здание банка в селе Дёмино, 2 мечети в селе Бигеево, 12 памятников археологии, главным образом курганы и курганные могильники срубной культуры эпохи бронзы, поселения того же периода.

## Известные личности
- Власов, Иван Павлович (1912—1957) — участник Великой Отечественной войны, Герой Советского Союза.
- Баюков, Владимир Антонович (1901—1953) — советский военный деятель, генерал-лейтенант интендантской службы.
- Еманов, Алексей Иванович (1924—2003) — участник Великой Отечественной войны, Герой Советского Союза.
- Еналиев, Борис Мусеевич (1914—1982) — участник Великой Отечественной войны, Герой Советского Союза.
- Кокорин, Пётр Иванович (1902—1985) — один из видных организаторов угольной промышленности Кузбасса, персональный горный генеральный директор III ранга, Герой Социалистического Труда; ректор КГИ—КузПИ с 1954 по 1967 годы.
- Мустафин, Михаил Андреевич (1916—1987) — участник Великой Отечественной войны, Герой Советского Союза.
- Никонов, Николай Андреевич (1922—1954) — участник Великой Отечественной войны, Герой Советского Союза.
- Питенин, Митрофан Трофимович (1900—1944) — участник-герой Великой Отечественной войны, полный кавалер ордена солдатской Славы
- Суконников, Александр Игнатьевич — Герой Социалистического Труда.
- Шабаев, Павел Васильевич — Герой Социалистического Труда.
- Шафров, Александр Филиппович (1910—1986) — участник Великой Отечественной войны, Герой Советского Союза.